# Celiprolol
Celiprolol (Cardem, Selectol, Celipres, Celipro, Celol, Cordiax, Dilanorm) je lek iz klase beta blokatora, koji se koristi za tretman visokog krvnog pristiska. On ima jedinstvenu farmakologiju: on je selektivan antagonist β1 receptora, i parcijalni agonist β2 receptora. On je takođe slab antagonist α2 receptora.
Nedavna klinička ispitivanja su pokazala da je ovaj lek podesan za sprečavanje vaskularnih komplikacija retke nasledne bolesti pod imenom vaskularni Elers-Danlos sindrom. Ta studija je demonstrirala umanjenu učestalost arterijalnih oštećenja.

## Spoljašnje veze
- Архивирано на веб-сајту  (31. јануар 2010)

|  | Molimo Vas, obratite pažnju na važno upozorenje u vezi sa temama iz oblasti medicine (zdravlja). |